# NGC 3479
NGC 3479 (również NGC 3502 lub PGC 33053) – galaktyka spiralna z poprzeczką (SBbc), znajdująca się w gwiazdozbiorze Pucharu.
Odkryli ją niezależnie w 1886 roku Ormond Stone i Francis Leavenworth. Ponieważ jednak pozycje obiektu obliczone przez obu astronomów różniły się w rektascensji o około 4 minuty, uznano, że to dwa różne obiekty. John Dreyer skatalogował obserwację Stone’a jako NGC 3479, a Leavenwortha jako NGC 3502.